# Перепис населення США (1960)
Перепис населення США 1960 року — вісімнадцятий за рахунком перепис населення, що проводився на території США. Він стартував 1 квітня 1960 року. За результатами перепису населення США становило 79 323 175 осіб. Це на 18 % більше порівняно з переписом 1950 року. Штат з найнижчим населенням — Аляска, а штат із найвищим населенням — Нью-Йорк.

## Преамбула
Згідно з Конституцією Сполучених Штатів, переписи населення в США проводяться кожні 10 років, починаючи з 1790 року. Попередній перепис проводився в 1950 році. Участь у переписі населення є обов'язковою відповідно до 13-го розділу Кодексу США.

## Підсумки перепису
| Номер | Штат              | Населення  |
| ----- | ----------------- | ---------- |
| 1     | Нью-Йорк          | 16 827 000 |
| 2     | Каліфорнія        | 15 850 000 |
| 3     | Пенсільванія      | 11 343 000 |
| 4     | Іллінойс          | 10 113 000 |
| 5     | Огайо             | 9 739 000  |
| 6     | Техас             | 9 617 000  |
| 7     | Мічиган           | 7 848 000  |
| 8     | Нью-Джерсі        | 6 099 000  |
| 9     | Массачусетс       | 5 167 000  |
| 10    | Флорида           | 4 951 560  |
| 11    | Індіана           | 4 677 000  |
| 12    | Північна Кароліна | 4 563 000  |
| 13    | Міссурі           | 4 331 000  |
| 14    | Вірджинія         | 3 978 000  |
| 15    | Вісконсин         | 3 964 000  |
| 16    | Джорджія          | 3 949 000  |
| 17    | Теннессі          | 3 573 000  |
| 18    | Міннесота         | 3 426 000  |
| 19    | Алабама           | 3 273 000  |
| 20    | Луїзіана          | 3 270 000  |
| 21    | Меріленд          | 3 116 000  |
| 22    | Кентуккі          | 3 047 000  |
| 23    | Вашингтон         | 2 860 000  |
| 24    | Iowa              | 2 761 000  |
| 25    | Коннектикут       | 2 548 000  |
| 26    | Південна Кароліна | 2 392 000  |
| 27    | Оклахома          | 2 333 000  |
| 28    | Міссісіпі         | 2 180 000  |
| 29    | Kansas            | 2 178 000  |
| 30    | Західна Вірджинія | 1 857 000  |
| 31    | Арканзас          | 1 788 000  |
| 32    | Орегон            | 1 773 000  |
| 33    | Колорадо          | 1 758 000  |
| 34    | Небраска          | 1 414 000  |
| 35    | Аризона           | 1 318 000  |
| 36    | Мен               | 974 000    |
| 37    | Нью-Мексико       | 958 000    |
| 38    | Юта               | 896 000    |
| 39    | Род-Айленд        | 857 000    |
| x     | Вашингтон         | 762 000    |
| 40    | Південна Дакота   | 682 000    |
| 41    | Монтана           | 678 000    |
| 42    | Айдахо            | 671 000    |
| 43    | Гаваї             | 642 000    |
| 44    | Північна Дакота   | 634 000    |
| 45    | Нью-Гемпшир       | 609 000    |
| 46    | Делавер           | 449 000    |
| 47    | Вермонт           | 391 000    |
| 48    | Вайомінг          | 332 000    |
| 49    | Невада            | 288 000    |
| 50    | Аляска            | 228 000    |